# Hizkiya Gaon
Hizkiya ben David (II) est un rabbin babylonien du XIe siècle. Les sources juives médiévales le tiennent pour le dernier gaon de l'académie de Poumbedita.

## Le récit du Raaba"d
Arrière-arrière-petit-fils de l'exilarque David ben Zakkaï, Hizkiya est lui aussi nommé à cette fonction. Selon le rabbin Abraham ibn Dawd (le Raaba"d), auteur du Sefer HaKabbala (XIIe siècle), il est également élu au poste de Gaon (recteur académique) de l'académie talmudique de Poumbedita, à la suite du décès de Haï Gaon, en 1038. 
Il est donc le premier, et seul, dignitaire juif babylonien à cumuler les fonctions de gaon et d'exilarque.
Ses hautes fonctions, jugées par certains inadmissibles pour un Juif, lui valent d'être rapidement dénoncé au gouvernement fanatique des Bouyides, et jeté en prison sur ordre de Djelal Ad-Dawlah, « ministre tout-puissant d’un khalife sans force et sans autorité. » Torturé, il meurt en 1040.
Deux de ses fils parviennent à fuir en Espagne, où ils trouvent refuge chez Joseph ibn Nagrela, le fils de Samuel ibn Nagrela. L’un d’eux fonde la lignée des Ibn Yahya.
La mort de Hizkiya met un terme définitif à la lignée des exilarques et, selon le Raaba"d, à celle des Gueonim. En réalité, une académie continue à fonctionner à Bagdad, et son directeur porte le titre de Gaon pendant quelques siècles encore. Toutefois, l'on considère que la période des Gueonim a déjà pris fin à la mort de Haï.

## Version moderne
La version du Raaba"d est acceptée par les chroniqueurs juifs ultérieurs, dont David Gans, et par les historiens de la Wissenschaft des Judentums, dont Heinrich Graetz et Isaak Markus Jost.
Cependant, les travaux récents et l'étude systématique des manuscrits de la Gueniza du Caire tendent à suggérer que cette version des faits est largement légendaire, et l'image proposée par Moshe Gil est sensiblement différente : Hizkiya aurait occupé son poste d'exilarque environ 37 ans, jusqu'en 1055 ; par ailleurs, le manuscrit où Hizkiya est nommé aux côtés du Gaon de la terre d'Israël, qui est vraisemblablement la source du Raaba"d, pourrait simplement signifier que ces deux dignitaires représentaient l'autorité temporelle sur les Juifs dans leurs pays respectifs, et qu'il n'y avait plus de Gaon en Babylonie ou du moins personne en position de contester son autorité ; en réalité, rien ne permet d'établir formellement qu'il exerça la fonction de gaon au cours de ces années. D'autre part, la fuite de ses fils chez Joseph HaNaggid semble anachronique, Joseph n'ayant été nommé Naggid qu'en 1055 au plus tôt.